# Bach-Stammhaus
Het Bach-Stammhaus is een museum in Wechmar in de Duitse deelstaat Thüringen. Het huis wordt wel het stamhuis van de Bach-familie genoemd, omdat dit vanaf 1571 de bakkerij en het woonhuis was van Veit Bach (1550-1619), de stamvader van diens vooral muzikale nazaten, zowel musici als muziekinstrumentenbouwers.
Het huis bleef tot en met 1964 een bakkerij. In het midden van de jaren tachtig werd de façade vernieuwd. De opening van dit museum vond plaats in 1994.
In het voormalige woonhuis bevindt zich een met hout afgewerkte kamer (Bohlenstube) uit het jaar 1585. In het huis staan oude meubels opgesteld, waaronder een wieg die uit de Bach-familie stamt. In het hof wordt een stamboom getoond waar 550 familieleden op staan, met als meest beroemde Johann Sebastian Bach.
Daarnaast wordt ingegaan op het werk en leven van Georg Valentin Artmann die in de 18e eeuw in Wechmar begon met de bouw van violen en dit vak overdroeg aan zijn zoon Georg Nicolaus. In het museum is een werkplaats van een vioolbouwer nagebouwd.